# Gunnbjørn
Le Gunnbjørn (en danois : Gunnbjørns Fjeld) est la montagne la plus élevée du Groenland, située sur la côte est de l'île, et également le point culminant du Danemark. C'est un nunatak, un pic rocheux perçant la calotte glaciaire.

## Toponymie
Le nom de cette montagne vient de celui de Gunnbjörn Ulfsson, le premier Viking qui aurait aperçu le Groenland.
Dans les sagas des Islandais, la montagne est appelée Hvitserk, signifiant « chemise blanche » en vieux norrois.

## Géographie
Le Gunnbjørn est situé au Groenland, une île sous souveraineté du Danemark, dans la municipalité de Sermersooq, à une soixantaine de kilomètres de la côte et du détroit du Danemark. Le sommet s'élève à 3 660 mètres d'altitude dans la chaîne de Watkins, au nord du cercle polaire arctique, entouré par l'inlandsis du Groenland. C'est le point culminant du massif, du Groenland et du Danemark. C'est aussi le plus haut sommet des terres émergées du bassin versant de l'océan Arctique. Il est le neuvième sommet au monde avec la plus grande isolation topographique : la montagne plus élevée la plus proche est le Mittelhorn situé en Suisse, à 3 254 kilomètres à vol d'oiseau en direction de l'est-sud-est, avec 3 702 mètres d'altitude.

## Histoire
Son ascension a été effectuée pour la première fois le 16 août 1935 par Augustine Courtauld, Jack Longland, Ebbe Munck, H.G. Wager et Laurence Wager. En raison du caractère extrêmement peu accessible de la région, les ascensions sont rares : la deuxième n'a eu lieu qu'en 1971 et la troisième en 1987.

## Ascension
On peut se rendre dans cette région soit avec des chiens de traineau, soit avec des skis, soit en avion ou en hélicoptère. L'ascension du sommet intervient soit par l'arête sud, comme l'ont fait les premiers alpinistes en 1935, soit par l'arête du nord-est. Le plus souvent, l'essentiel de l'ascension a lieu sous la forme d'une randonnée à ski.